# Niels Kurvin
Niels Kurvin est un acteur allemand né en 1975 à Munich. Il est connu pour son rôle d'Armand Freund, expert de la police scientifique dans la série télévisée Alerte Cobra (Alarm für Cobra 11 - Die Autobahnpolizei).

## Filmographie
- 2003 - 2019  : Alerte Cobra : Armand Freud
- 2008 : Amour de vacances (Sommer in Norrsunda) (TV)
- 2007 : Julia - Wege zum Glück : Kevin
- 2006 : SOKO Köln : Hennes
- 2005 : Hallo Robbie ! : Gero